# Muhlbach-sur-Bruche
Muhlbach-sur-Bruche (Mühlbach an der Breusch in tedesco) è un comune francese di 641 abitanti situato nel dipartimento del Basso Reno nella regione del Grand Est.

## Società

### Evoluzione demografica
Abitanti censiti